# Petroplax phleophila
Petroplax phleophila är en nattsländeart som beskrevs av Barnard 1934. Petroplax phleophila ingår i släktet Petroplax och familjen krumrörsnattsländor. Inga underarter finns listade i Catalogue of Life.